# Castle Master
Castle Master is een computerspel dat werd ontwikkeld door Incentive Software en uitgegeven door Domark Software. Het actiespel werd uitgebracht in 1990 voor diverse homecomputers.
De speler kan als karakter een prins of een princes kiezen. Hij moet een kasteel van de eeuwigheid verkennen. Veel kamers bevatten geesten die de speler aanvallen. Zijn enige wapen is door het gooien van rotsen de geesten te doden. Het scherm wordt getoond in 3D perspectief. Het spel omvat diverse puzzels. Het spel omvat vier torens die elk zijn opgedeeld in drie levels. Met sleutels kunnen deuren worden geopend.

## Platforms
- Amiga (1990)
- Amstrad CPC (1990)
- Atari ST (1990)
- Commodore 64 (1990)
- DOS (1990)
- ZX Spectrum (1990)

## Ontvangst
| Beoordeeld door | Platform     | Datum     | Score |
| --------------- | ------------ | --------- | ----- |
| Your Sinclair   | ZX Spectrum  | mei 1990  | 93%   |
| Zzap!           | Commodore 64 | mei 1990  | 93%   |
| Zzap!           | Amiga        | mei 1990  | 90%   |
| Amiga Format    | Amiga        | juni 1990 | 89%   |
| Amiga Joker     | Amiga        | juli 1990 | 88%   |
| CU Amiga        | Amiga        | mei 1990  | 85%   |
| Power Play      | DOS          | juni 1990 | 79%   |
| Power Play      | Amiga        | juni 1990 | 79%   |
| Power Play      | Atari ST     | juni 1990 | 79%   |
| Amiga Action    | Amiga        | juli 1990 | 76%   |